# جون لورانس (سياسي)
جون لورانس (بالإنجليزية: John Lawrence)‏ هو سياسي أمريكي، ولد في 1618 في سانت ألبانز في المملكة المتحدة، وتوفي في 1699.